# Associazione Calcio Cesena 1995-1996
Questa pagina raccoglie le informazioni riguardanti l'Associazione Calcio Cesena nelle competizioni ufficiali della stagione 1995-1996.

## Stagione
Nella stagione 1995-1996 il Cesena affidato al tecnico Marco Tardelli disputa il campionato cadetto, ottenendo il decimo posto con 49 punti. Un'ottima partenza dei bianconeri romagnoli, non è bastata, per disputare un torneo di vertice. Al termine del girone di andata con una classifica molto corta, il Cesena era secondo con 28 punti in buona compagnia, alle spalle del Pescara. Nel girone di ritorno sono emerse le vere forze del torneo, ma il Cesena non vi era tra queste. Con un ritorno deludente la squadra di Marco Tardelli ha dovuto accontentarsi del decimo posto. La soddisfazione stagionale è stata la vittoria nella classifica finale dei marcatori, del centravanti bianconero Dario Hubner con 22 centri. In Coppa Italia romagnoli subito fuori sconfitti (2-1) a Lecce.

## Rosa
| N. |                   | Ruolo | Calciatore           |
| -- | ----------------- | ----- | -------------------- |
|    | Italia (bandiera) | C     | Angelo Affatigato    |
|    | Italia (bandiera) | D     | Fabrizio Albonetti   |
|    | Italia (bandiera) | A     | Fabio Alteri         |
| 8  | Italia (bandiera) | D     | Antonio Aloisi       |
| 17 | Italia (bandiera) | C     | Jonatan Binotto      |
| 14 | Italia (bandiera) | A     | Girolamo Bizzarri    |
| 3  | Italia (bandiera) | D     | Maurizio Codispoti   |
| 20 | Italia (bandiera) | A     | Gianni Comandini     |
|    | Italia (bandiera) | A     | Massimiliano Corrado |
| 10 | Italia (bandiera) | C     | Aldo Dolcetti        |
| 16 | Italia (bandiera) | D     | Simone Farabegoli    |
| 5  | Italia (bandiera) | C     | Fabio Favi           |
| 11 | Italia (bandiera) | A     | Dario Hübner         |

| N. |                   | Ruolo | Calciatore            |
| -- | ----------------- | ----- | --------------------- |
| 13 | Italia (bandiera) | C     | Vincenzo Maenza       |
| 6  | Italia (bandiera) | D     | Filippo Medri         |
| 1  | Italia (bandiera) | P     | Davide Micillo        |
| 4  | Italia (bandiera) | C     | Luigi Piangerelli     |
| 18 | Italia (bandiera) | C     | Adriano Piraccini     |
| 9  | Italia (bandiera) | C     | Paolo Ponzo           |
| 21 | Italia (bandiera) | D     | Claudio Rivalta       |
| 12 | Italia (bandiera) | P     | Andrea Sardini        |
| 2  | Italia (bandiera) | D     | Gianbattista Scugugia |
| 7  | Italia (bandiera) | C     | Alessandro Teodorani  |
| 25 | Italia (bandiera) | D     | Paolo Tramezzani      |
| 15 | Italia (bandiera) | D     | William Viali         |

## Risultati

### Campionato

#### Girone di andata
| Arbitro: | Serena (Bassano del Grappa) |

|                 |           |  |
| Piangerelli 78’ | Marcatori |  |

| Arbitro: | Ascoli Piceno |

|                |           |                  |
| G. Ferrara 90’ | Marcatori | 32’ (aut.) Biffi |

| Arbitro: | Messina (Bergamo) |

|  |           |             |
|  | Marcatori | 83’ Scienza |

| Arbitro: | L. Branzoni (Pavia) |

|                                         |           |                                  |
| Tentoni 19’ Artistico 31’ Iacobelli 73’ | Marcatori | 58’ Piangerelli 60’ (aut.) Sesia |

| Arbitro: | De Santis (Tivoli) |

|                            |           |  |
| G. Bizzarri 57’ Hubner 82’ | Marcatori |  |

| Reggio Calabria 1 ottobre 1995 6ª giornata | Reggina         | 0 – 0 | Cesena | Stadio Comunale\| Arbitro: \| Gronda (Genova) \| |
| Arbitro:                                   | Gronda (Genova) |       |        |                                                  |

| Arbitro: | Bonfrisco (Monza) |

|                                          |           |                           |
| Favi 12’ G. Bizzarri 34’ Hubner 65’, 76’ | Marcatori | 44’ Cossato 89’ Gentilini |

| Arbitro: | Rosica (Roma) |

|                           |           |            |
| Montella 20’ Skuhravy 88’ | Marcatori | 42’ Hubner |

| Arbitro: | Dagnello (Trieste) |

|            |           |            |
| Hubner 25’ | Marcatori | 68’ Cevoli |

| Arbitro: | Franceschini (Bari) |

|                                           |           |                           |
| Cozza 17’, 36’ (rig.), 47’ Di Stefano 80’ | Marcatori | 45’, 89’ Hubner 46’ Ponzo |

| Arbitro: | Collina (Viareggio) |

|                       |           |  |
| Binotto 2’ Hubner 88’ | Marcatori |  |

| Arbitro: | L. Branzoni (Pavia) |

|                                                |           |  |
| Hubner 10’, 80’ Tramezzani 27’ Piangerelli 90’ | Marcatori |  |

| Arbitro: | Rossi (Ciampino) |

|                                               |           |                        |
| A. Carnevale 21’ (rig.), 44’ Ponzo 69’ (aut.) | Marcatori | 14’ Hubner 66’ Binotto |

| Cesena 3 dicembre 1995 14ª giornata | Cesena                       | 0 – 0 | Cosenza | Stadio Dino Manuzzi\| Arbitro: \| De Prisco (Nocera Inferiore) \| |
| Arbitro:                            | De Prisco (Nocera Inferiore) |       |         |                                                                   |

| Bologna 10 dicembre 1995 15ª giornata | Bologna            | 0 – 0 | Cesena | Stadio Renato Dall'Ara\| Arbitro: \| Tombolini (Ancona) \| |
| Arbitro:                              | Tombolini (Ancona) |       |        |                                                            |

| Arbitro: | Ercolino (Ciampino) |

|                 |           |  |
| G. Bizzarri 79’ | Marcatori |  |

| Salerno 23 dicembre 1995 17ª giornata | Salernitana        | 0 – 0 | Cesena | Stadio Arechi\| Arbitro: \| Rodomonti (Teramo) \| |
| Arbitro:                              | Rodomonti (Teramo) |       |        |                                                   |

| Arbitro: | Bazzoli (Merano) |

|                   |           |                 |
| Bizzarri 39’, 46’ | Marcatori | 84’ L. Beghetto |

| Brescia 14 gennaio 1996 19ª giornata | Brescia              | 0 – 0 | Cesena | Stadio Mario Rigamonti\| Arbitro: \| Pairetto (Nichelino) \| |
| Arbitro:                             | Pairetto (Nichelino) |       |        |                                                              |

#### Girone di ritorno
| Arbitro: | Borriello (Mantova) |

|             |           |                          |
| Nardini 68’ | Marcatori | 64’ Teodorani 82’ Hubner |

| Arbitro: | Messina (Bergamo) |

|            |           |  |
| Hubner 74’ | Marcatori |  |

| Arbitro: | Rodomonti (Teramo) |

|            |           |  |
| Cerbone 9’ | Marcatori |  |

| Arbitro: | Cardona (Milano) |

|                            |           |                      |
| Dolcetti 58’ Teodorani 79’ | Marcatori | 77’ (rig.) Artistico |

| Arbitro: | Pellegrino (Barcellona Pozzo di Gotto) |

|                       |           |                 |
| Allegri 25’ Negri 81’ | Marcatori | 18’, 88’ Hubner |

| Cesena 3 marzo 1996 25ª giornata | Cesena                        | 0 – 0 | Reggina | Stadio Dino Manuzzi\| Arbitro: \| Quartuccio (Torre Annunziata) \| |
| Arbitro:                         | Quartuccio (Torre Annunziata) |       |         |                                                                    |

| Arbitro: | De Prisco (Nocera Inferiore) |

|            |           |  |
| Grabbi 22’ | Marcatori |  |

| Arbitro: | Pairetto (Nichelino) |

|                                     |           |           |
| Favi 2’ Binotto 58’ G. Bizzarri 90’ | Marcatori | 43’ Nappi |

| Arbitro: | Nicchi (Arezzo) |

|                    |           |  |
| Corrado 21’ (aut.) | Marcatori |  |

| Arbitro: | Lana (Torino) |

|            |           |                        |
| Aloisi 13’ | Marcatori | 63’ Rastelli 72’ Guzzo |

| Arbitro: | Racalbuto (Gallarate) |

|                                                                       |           |             |
| De Vitis 22’ Albonetti 29’ (aut.) Tommasi 64’ Cammarata 67’, 76’, 87’ | Marcatori | 11’ Binotto |

| Arbitro: | Bonfrisco (Monza) |

|                |           |                 |
| Luiso 15’, 84’ | Marcatori | 67’ Piangerelli |

| Arbitro: | Bolognino (Milano) |

|                                       |           |                 |
| Tramezzani 25’ Hubner 50’, 58’ (rig.) | Marcatori | 53’, 66’ Ortoli |

| Arbitro: | Farina (Novi Ligure) |

|                                |           |                 |
| Monza 45’ Lucarelli 75’ (rig.) | Marcatori | 14’, 23’ Hubner |

| Arbitro: | Braschi (Prato) |

|                      |           |                                           |
| G. Bizzarri 44’, 62’ | Marcatori | 21’ Scapolo 79’ Valtolina 86’ Cornacchini |

| Arbitro: | Messina (Bergamo) |

|                    |           |  |
| Sciacca 90’ (rig.) | Marcatori |  |

| Arbitro: | Ceccarini (Livorno) |

|                                        |           |                                 |
| Hubner 26’, 72’ (rig.) Piangerelli 31’ | Marcatori | 38’ Grimaudo 84’ (aut.) Rivalta |

| Arbitro: | Farina (Novi Ligure) |

|              |           |  |
| Gasparini 2’ | Marcatori |  |

| Arbitro: | Cesari (Genova) |

|            |           |                        |
| Hubner 71’ | Marcatori | 53’ Filippini 69’ Neri |

### Coppa Italia
| Arbitro: | Rodomonti (Teramo) |

|                                |           |                 |
| Mazzeo 21’ (rig.) Palmieri 72’ | Marcatori | 15’ G. Bizzarri |